# 죽음

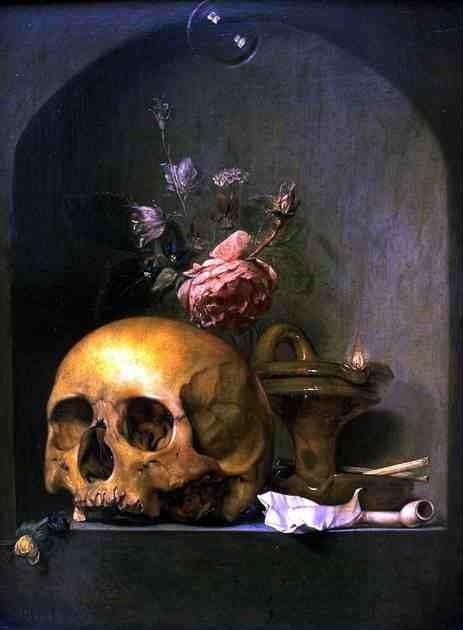
인간의 두개골은 보편적으로 죽음의 상징으로 사용된다.

죽음 혹은 사망(死亡, 영어: death, 의학: expire)은 생명체의 삶이 끝나는 것을 말한다. 죽음은 살아 있는 유기체를 유지하는 모든 생물학적 기능의 중지이다.
대부분의 생명체는 자연적인 원인으로 죽음을 맞이한다. 자연계에서 생명체들은 다른 생명체에게 포식당하거나, 질병에 걸리거나, 대량으로 몰살(沒殺) 또는 멸살(滅殺)당하거나 혹은 사고나 노화 등으로 죽음을 맞게 된다. 사람의 경우에는 다른 사람으로부터 죽임을 당하거나(살인), 스스로 죽거나(자살), 혹은 법에 의해 정해진 형벌(사형)로 인해 죽음을 맞이하기도 한다. 인간의 가장 주요한 사망 원인은 노화, 질병, 사고(낙하물, 교통사고 등)이다.
죽은 생물의 몸을 사체(死體)라고 하고, 사람의 경우에는 주검(尸), 송장, 시체(屍體) 또는 시신(屍身)이라고 한다.

## 정의
죽음의 의학적 정의에 비슷한 논의가 있다.
예전에는 심장의 정지와 함께 일어나는 호흡, 안구 운동 등 여러 가지 생명 활동의 정지가 죽음의 특징으로 여겨져 왔으나, 의학이 발전하면서 죽음의 구체적인 생물학적 정의를 내리는 일은 상당히 어려워지고 있다. 때문에 죽음의 정의는 다양한 기준에 따라 이루어진다.
인체에 있어서 중요하지 않은 장기는 없겠지만, 그 중에서 생명의 유지에 반드시 필요하다고 할 수 있는 장기는 심장, 뇌, 폐의 세 장기이다. 이 세 장기를 '3대 생명유지장기'라고 하며, 모두 죽는 것을 심폐사라고 한다. 법의학과 민법에서는 원칙적으로 심폐사를 개체의 사망시점으로 한다. 심장, 뇌, 폐의 세 장기는 어느 것이나 생명의 유지에 매우 중요하기에 어느 하나라도 죽게 되면 다른 둘도 곧 기능이 정지하게 된다. 이렇게 기능이 정지하면 개체의 죽음으로 이어지므로 이 셋 가운데 하나의 장기라도 죽는 것을 장기사라고 한다. 다만 의학 기술의 발달로 뇌가 죽는 경우에도 인공호흡기를 이용해서 생명을 유지하는 경우가 있다. 이를 뇌사라고 한다.
덧붙이자면, 뇌사와 식물인간은 다른 상태이다. 식물인간은 뇌사와는 달리 뇌의 일부가 살아있어 영양만 공급된다면 자력으로 계속 살 수 있고 희박하나마 회복의 가능성도 있다. 이에 반해 뇌사는 비가역적으로 뇌세포가 죽은 상태이기 때문에 회복도 전혀 기대할 수 없다. 이 때문에 의학적으로 뇌사는 심폐사와 똑같은 죽음으로 판정한다.
심장, 뇌, 폐가 죽어서 개체가 죽을지라도 신체 각부의 세포들이 동시에 죽는 것은 아니다. 심폐사 이후에도 신체 각부의 세포들은 어느 정도 살아서 자기 할 일을 하다가 죽게 된다. 여기서 모든 세포가 다 죽는 때를 세포사라고 하며, 심폐사와 세포사 사이의 시간을 '생사 중간기'라고 한다. 개체의 사망과 세포사 사이의 시간에 차이가 있어 사후 시반의 색이 암적색으로 변화하는데, 생사 중간기에 살아남은 세포들이 정맥 속의 산소를 다 써버리기 때문이다. 그리고 생사중간기에 세포들이 하는 자기 할 일과 그에 따라 일어나는 신체의 변화를 초생반응이라 한다.

## 문화
죽음에 관한 전통이나 신앙은 인류의 문화와 종교에서 중요한 부분을 차지하고 있다.

### 장례
장례는 사람이 죽은 후 치러지는 의식이다. 문화권에 따라 수장, 매장, 화장, 조장, 풍장, 자연장, 수목장 등 다양한 형태의 장례 의식이 있다.

### 기념
동아시아에서는 명절이나 기일(忌日)에 제사를 지낸다. 단, 명절제사는 차례라는 이름으로 불린다. 무덤이나 납골묘에 묘비를 세우고 기념하기도 한다. 국립묘지에 매장된 사람들의 무덤에는 묘비가 반드시 있다. 유교 및 불교에서는 효도를 특히 중요한 윤리적 가치로 여기기 때문에 죽은 사람에 대한 기념 의식이 발달하였다. 성묘도 이 기념 의식의 하나이다.
서양에서는 유명인을 기념하기 위해 동상을 세웠다. 근대 이후 이러한 문화는 세계적으로 확산되었고 어떤 경우에는 살아있는 사람의 동상이 세워지기도 하였다. 이슬람교에서는 알라에 대한 이슬람의 교리
 (하나님 외에는 신은 없나니/꾸란) 때문에 조상에 대한 제사를 엄금하고 있다. 유교에서는 집에서, 불교에서는 절에서 제사를 지낸다. 천주교에서는 위령 기도로 제사를 대신하지만 제2차 바티칸 공의회 이후 각 문화별 특성에 따른 제사 풍습을 존중하고 있다. 예컨대 한국 천주교회에서는 제2차 바티칸 공의회 이후 유교식 제사를 허용해 오고 있는데, 이때 조상의 신위를 모시는 것만은 우상숭배로 간주해 허용하지 않는다.

### 4와 죽을 사, 17 (XVII)과 VIXI
동아시아에서는 숫자 4(四)를 죽을 사(死)와 연관시켜 이른바 4자 기피가 있어서 빌딩이나 종합병원 같은 곳에는 4층이 없고 F(Four)로 쓰거나 3에서 5로 바로 넘어가는 경우도 있다. 한국어에서 숫자 4(四)는 ‘사’로 읽어 죽을 사(死) 자와 연관하듯이, 중국어에서도 ‘四’자는 ‘sì(쓰)’로 읽히며 ‘死’자 역시 성조는 다르나 발음이 비슷한 ‘sǐ(쓰)’라고 읽힌다. 이외에도 일본어로도 4는 ‘시(し)’ 또는 ‘욘(よん)’으로 읽히며 전자는 ‘死’ 자와 음이 같다. (일본에서는 뉴스에서도 4를 주로 ‘し’ 보다는 ‘よん’을 사용해서 보도한다.)
이탈리아에서는 17 (XVII)을 VIXI로 보아 무서워하는 17 공포증이 있다.

### 문학
로마의 시인 루크레티우스는 두려움을 “신들의 어머니(Mutter der Götter)"라 부르고 있는데 그것은 아마도 생에 대한 두려움이라기보다는 죽음에 대한 두려움이었을 것이다.
박목월은 시 〈하관〉(下棺)에서 아우의 죽음을 묘사하고 있다. 아우의 시신을 땅에 묻는 장례 의식을 그린 부분과 꿈에서 아우를 만나고, 죽음의 세계와 현실과의 거리감을 실감하는 부분으로 구성되어 있다. 김종길은 시〈고갯길〉에서 아버지를 여읜 슬픔을 절제된 언어와 구체적인 이미지를 통해 형상화하였다. 짧고 간결한 언어 표현과 서리를 뒤집어써 하얗게 우거진 마른 풀의 모습, 차가운 봄 날씨, 허허로운 솔바람 소리 등의 구체적 이미지를 통해 아버지를 잃은 화자의 슬픔을 잘 드러내고 있다. 박제천은 시 〈월명〉(月明)에서 나뭇잎을 통해 깨달은 인생의 본질을 노래하고 있다. 나무를 떠나야만 하는 수많은 나뭇잎들을 통해 죽음의 세계로 떠나야 하는 인간 존재를 형상화하고 있다.

## 사후세계
상당수의 종교에서는 죽은 후에도 살아있을 때와 유사한 세상으로 보내진다고 믿고 있다. 그래서 고대 이집트에서는 파라오가 죽으면 매우 거대한 무덤을 만들어 파라오가 죽은 후 살아갈 거주공간을 만들어 주는데 이를 피라미드라 한다. 또한 기독교와 불교도 각각 어떻게 살았느냐에 따라 죽은 후 가는 곳이 달라지며, 신앙심이 깊고 선량하게 살았으면 천국(극락)으로, 악하게 살면 지옥(나락)으로 간다고 믿고 있다. 사후세계를 다녀왔다고 주장하는 일부 사람들도 존재한다. 북유럽 신화에 의하면 검(劍)을 통해서 죽어야만 천국에 간다고 기록되어 있다.
많은 종교와 문화, 문학 등에서 사후 세계를 묘사하고 있지만, 사후 세계는 경험적 관찰의 대상이 아니기 때문에 과학의 영역이 되지는 못한다.

## 표현
한국에서는 죽음을 동사로 일반적으로 죽은/죽는으로 표기하지만 윗어른, 나이가 많은 사람에게는 돌아가시다, 세상을 떠나다, 편하게 누워서 가셨다(눈을 감으셨다)라는 높임 표현이 사용되기도 한다. 영어에서는 완곡한 표현으로 passed away, passed on, expired 와 같은 표현이 쓰인다.
‘죽음’이란 단어는 여러 개의 높임말을 가지고 있고 쓰이는 사람에 따라 단어도 다르다.

### 붕어
붕어(崩御)는 황제나 황후의 죽음을 높여 이르는 말이다.

### 훙서
훙서(薨逝)는 왕, 왕비 또는 황태자, 황태자비의 죽음을 높여 이르는 말이다.

### 승하
승하(昇遐)는 군주의 죽음을 높여 이르는 말이다.

### 서거
서거(逝去)는 자신보다 높은 사람(예: 대통령, 국무총리)의 죽음을 높여 이르는 말이다. (예: 김대중, 노태우, 김영삼 전 대통령 서거)

### 선종
선종(善終)은 가톨릭에서 선하게 죽음을 뜻하는 말이다. 선생복종(善生福終)의 준말이다. 1652년 청나라 북경에서 가톨릭 선교사 로벨리(陸安德, Lubelli, Andre-Jean, 1610-1683)가 쓴 2권의 책 제목인 "선생복종정로"(善生福終正路)에서 유래하였다. 이 책은 어떻게 선한 삶을 살고(善生), 복된 끝을 맞이하며(福終), 바른 길을 걸을 수 있는가(正路)에 대한 책이었으며, 조선에는 1876년에 마리장귀스타브 블랑이 책을 들여와 번역하여 처음 소개하였다. 이후 1880년에 펠릭스클레르 리델 주교 등 파리 외방전교회 소속 사제들이 최초의 프랑스어 사전인 《한불자전》을 만들 때 '선종'이라는 단어를 죽음에 대한 단어로 들여오며 사용되게 되었다.

### 입적
입적(入寂)은 불교에서 승려(비구, 비구니)의 죽음을 이르는 말이다.

### 소천
소천(召天)은 늘의 부름을 받는다는 뜻이며, 개신교에서 신자의 죽음을 이르는 말이다.

### 열반
열반(涅槃)은 불교에서 부처의 죽음을 이르는 말이다.

### 순국
순국(殉國)은 나라를 위하여 목숨을 바친 사람들의 죽음을 높여 부르는 말이다. (예: 윤봉길 의사, 안중근 의사 순국)

### 순교
순교(殉敎는  자신의 종교를 위해 목숨을 바친 사람들의 죽음을 높여 부르는 말이다. (예: 불교 순교자인 이차돈의 순교, 조선, 일본, 베트남의 천주교 박해로 순교한 로마 가톨릭교회 순교자들, 일제강점기에 신사참배를 거부하여 순교한 장로교 고 주기철 목사, 나치 독일에 저항하여 순교한 독일 루터교 디트리히 본 회퍼 목사 등의 개신교 순교자.)

### 순직
순직(殉職)은 자신의 직책을 다하다 목숨을 바친 사람들의 죽음. 즉, 산업재해에 따른 죽음을 높여 부르는 말이다. 과로사, 건설 현장 추락, 기계에 끼임, 집배원들의 교통사고, 소방관들의 화재진압, 구조구급 및 교육훈련 중 사망한 경우처럼 노동과 연관된 죽음을 뜻한다. 사용자의 안전배려 의무, 노동시간 단축, 안전교육 등의 예방대책이 필요하다.

### 임종
임종(臨終)은 사망하기 직전 죽음을 맞이하고 준비하는 일.

### 별세
별세(別世)는 일반적으로 높여 부르는 말로 쓰인다. 2004년 성공회 기도서에서는 별세자를 위한 기도를 감사성찬례 양식에 적었다. 또는 원불교에서 죽음을 이르는 말이다.

### 타계
타계(他界)는 인간계를 떠나 다른 세계로 간다는 뜻으로, 사람의 죽음이자 귀인의 죽음을 이르는 말이다.

### 사망
사망(死亡)은 죽음을 뜻하는 단어로 가장 많이 쓰인다.

### 졸(卒) / 몰(沒)
졸(卒) / 몰(沒)은 오늘날 대부분의 사람들이 죽음을 격식을 갖춰 이르는 말이다.

### 폐(廢)
폐(廢)는 고꾸라져 죽는다는 뜻이다.

### 전사
전사(戰死)는 전쟁에서 싸우다 죽음(작전 중 사망). 전몰(戰歿), 전망(戰亡)이라고도 함. 대한민국 국방부에서는 한국 전쟁 중에 전사한 분들의 유골을 발굴하여, 장례를 치르고 있다.

### 산화
산화(散花/散華)는 목적을 이루다 죽었다는 뜻이다.

### 요절
요절(夭折)은 젊은 나이(어린 나이)에 죽는 것을 말한다.

## 법의학적 관점
개인의 죽음을 개체사(somatic death)라고 하면 개체는 심폐사, 뇌사로 나눈다.
심폐사(cardiopulmonary death)는 3대 생명유지 장기인 뇌, 심장, 폐는 서로 독립하여 생명활동하지 않고 서로 연관성가지고 있으며  이 세 장기의 기능이 모두 영구히 정지하면 심폐사라고 한다. 전통적 죽음의 개념은 심폐사를 의미한다.
뇌사(brain death)는 뇌간을 포함한 뇌 전체의 기능이 불가역적으로 정지하면 뇌사라고 한다. 심장은 자동능이 있어 뇌사 상태에서도 일정한 기간 동안은 박동을 할 수 있으나 폐기능은 뇌간의 기능이 정지되면 호흡도 정지되어 인공호흡기에 의해서만 호흡이 유지되고, 심장도 박동을 유지할 수 있다. 이러한 상태를 뇌사라고 한다.
참고로 식물인간 (persistent vegetative state)은 뇌사와 다르다. 즉 사고를 담당하는 대뇌는 기능이 정지 된 상태이나 호흡과 생명 유지를 담당하는 뇌간 기능이 살아 있는 상태를 의미한다.
궁극적인 사망은 세포사(cellular death)이다. 세포의 기능이 정지되는 시점이다.
법의학에서 사망의 시점은 매우 중요하다. 그러므로 심폐사적 사망인지, 뇌사적 사망인지가 중요하며, 또 생활 반응도 중요하다. 생활 반응이란 사망자가 살아 있을 때 생긴 반응이므로 사후에 생긴 상처 등과 구분하여야 사망 원인을 잘 알 수 있다.

### 법의학적 관점에서 고려하여야 할 죽음의 여러 측면
- 생활반응
- 사인 추정
- 사망의 종류 법의학적 관점에서 본 손상사, 내인사, 외인사, 자연사, 변사, 자살, 타살, 사고사, 불명
- 사후변화
- 간섭현상 법의학에서의 간섭현상
- 사후손상 법의학에서의 사후 손상

## 참고 문헌
- 이 문서에는 다음커뮤니케이션(현 카카오)에서 GFDL 또는 CC-SA 라이선스로 배포한 글로벌 세계대백과사전의 〈죽음〉 항목을 기초로 작성된 글이 포함되어 있습니다.

## 같이 보기
- 영혼
- 환생
- 뇌사
- 자살
- 살인
- 암살
- 사형
- 순장
- 로드킬
- 혼수상태
- 임사체험(NDE)
- 유체이탈체험(OBE)
- 장례
  - 자연장
  - 수목장
  - 화장
- 영생
  - 사후세계
- 사망학
- 천국
- 지옥
- 분홍